# Ida Gebeschus
Ida Maria Gebeschus (* 9. Oktober 1848 in Pölitz; † 9. Mai 1903 in Weimar) war eine deutsche Musikschriftstellerin und Musikpädagogin.

## Leben
Die Tochter des Pölitzer Bürgermeisters Albert Erdmann Gebeschus besuchte die Privatschule Behrens und später die Höhere Töchterschule in Demmin, wo sie mit ihren Angehörigen 33 Jahre lebte. Ihre wissenschaftliche Bildung erhielt sie überwiegend im Elternhaus, wo sie sich auch dem Musikstudium widmete. Neben einer auserwählten Hausbibliothek leistete sich die Familie jährlich große Reisen, auf denen sie ihren Kunstgeschmack bilden konnte.
Als Musikpädagogin war sie zeitweise in Demmin und Stettin tätig, bis sie sich 1884 in Greifswald niederließ. Sie verfasste neben Büchern zur Musikgeschichte und einer Sammlung nordischer Märchen und Sagen zahlreiche kunstgeschichtliche Aufsätze die in Zeitschriften veröffentlicht wurden. Daneben korrespondierte sie mit verschiedenen Musikern und Schriftstellern ihre Zeit. Ihre Handschriften und ihr Bild wurden zu Lebzeiten für die Loën-Sammlung der Herzogin Anna Amalia Bibliothek in Weimar angefordert.
Ida Gebeschus war Mitglied des Allgemeinen deutschen Musikvereins und eines deutschen Schriftstellerverbandes. Außerdem war sie Ehrenmitglied des Männerchor-Gesangvereins in Demmin.
Wegen einer Herzerkrankung, an der sie litt, wählte sie 1903 den Freitod.

## Schriften (Auswahl)
- Geschichte der Musik von den ältesten vorchristlichen Zeiten bis auf die Gegenwart. Aug. Schultzes Verlag, Berlin 1895.
- Nordische Märchen u. Sagen für Kleine u. Grosse. Seehagen, Berlin 1897.
- Über Musik und Musiker. Citate v. Dichtern, Schriftstellern u. Musikern. Bremer, Stralsund, Stettin 1889.